# 10029 Hiramperkins
A 10029 Hiramperkins (ideiglenes jelöléssel 1981 QF) a Naprendszer kisbolygóövében található aszteroida. Edward L. G. Bowell fedezte fel 1981. augusztus 30-án.